# Melissoptila catamarcensis
Melissoptila catamarcensis är en biart som beskrevs av Urban 1998. Melissoptila catamarcensis ingår i släktet Melissoptila och familjen långtungebin. Inga underarter finns listade i Catalogue of Life.